# Ahlam al-Madina
Ahlam al-Madina (àrab: أحلام المدينة, Aḥlām al-madīna, ‘Els somnis de la ciutat’) és una pel·lícula siriana del 1984, dirigida per Mohammad Malas. La pel·lícula és com un bell poema que descriu la vida quotidiana a Damasc i en recorda el passat. Els personatges encarnen a un grup d'artistes sirians.
El seu mentor i director, Mohammad Malas, sempre ha mostrat una imaginació fèrtil i un poder creatiu insaciable. Per a ell, és un altre mitjà d'expressió, especialment durant els llargs anys de preparació d'una pel·lícula. Mohamed Malas inverteix ritme, com molts i en totes les etapes de la realització de les seves pel·lícules. Després del plaer singular deixat en els passos de la seva obra anterior.

## Sinopsi
Després de la mort del seu pare, Dib, la seva mare i el seu germà abandonen Quneitra per a reunir-se a Damasc. En un període històric problemàtic, Dib enfrontarà el matrimoni forçat de la seva mare i la mort del seu germà.

## Repartiment
- Bassel Assiad (Dib)
- Hicham Chkhreifati (germà de Dib)
- Yasmine Khlat (mare de Dib)
- Rafiq Sbai[5]
- Fares Helou[6]

## Honors i distincions
La pel·lícula va guanyar premis de festivals àrabs i internacionals:
- Jornades Cinematogràfiques de Cartago, Tunísia
- Festival de Cinema de Pasetta
- Festival Internacional de Cinema de Damasc, Síria
- 37è Festival Internacional de Cinema de Canes[7]
- V edició de la Mostra de València amb la "Palmera d'or"[8]
- Festival Internacional de Cinema de Berlín, 1985